# Devadatta cyanocephala
Devadatta cyanocephala är en trollsländeart som beskrevs av Hämäläinen, Sasamoto och Karube 2006. Devadatta cyanocephala ingår i släktet Devadatta och familjen Amphipterygidae. IUCN kategoriserar arten globalt som livskraftig. Inga underarter finns listade i Catalogue of Life.